# أرييل ماوريسيو فلوريس
أرييل ماوريسيو فلوريس (بالإسبانية: Ariel Mauricio Flores)‏ هو لاعب رماية مكسيكي، ولد في 10 فبراير 1977 في سيوداد فيكتوريا في المكسيك.

## وصلات خارجية
- أرييل ماوريسيو فلوريس على موقع أوليمبيديا (الإنجليزية)